# 平井村 (兵庫県)
平井村（ひらいむら）は、兵庫県揖保郡にあった村。現在のたつの市揖西町の東半にあたる。

## 地理
- 山岳 ： 的場山、亀山
- 河川 ： 中垣内川

## 歴史
- 1889年（明治22年）4月1日 - 町村制の施行により、揖西郡小神村・清水村・清水新村・佐江村・前地村・中垣内村の区域をもって発足。
- 1896年（明治29年）4月1日 - 所属郡が揖保郡に変更。
- 1909年（明治42年）5月1日 - 桑原村・布施村と合併して揖西村が発足。同日平井村廃止。

## 出身有名人
- 三木清 - 哲学者